# برج بابیلون
برج بابیلون (به لاتین: Babillon Tower) یک آسمان‌خراش در گرجستان است که در باتومی واقع شده‌است.